# SISD
A sigla SISD significa Single Instruction, Single Data, ou seja, fluxo único de instruções e também de dados. É um dos tipos de arquitetura mais simples, já que opera apenas um dado a cada instrução. Processadores que implementam esse modelo só aplicam uma instrução por ciclo nos dados de entrada, sendo de baixo poder de cálculo. Outros tipos de arquitetura de computadores mais utilizados e mais complexos são SIMD e MIMD.
Na computação, SISD (Single Instruction, Single Data - Instrução Única, Dados Únicos) é um termo que refere a uma Arquitetura de Computadores em que um único processador executa um único fluxo de dados, para operar em dados armazenados em uma única memória. Isto corresponde à Arquitetura de Von Neumann. SISD é uma das quatro classificações principais definidas na Taxonomia de Flynn. Neste sistema, as classificações são baseadas no número de instruções concorrentes, bem como nos fluxos de dados presentes na arquitetura do computador. De acordo com Michael J. Flynn, SISD pode ter características de processamento concorrente. Pré-busca de instruções e o uso de pipelines na execução de instruções são os exemplos mais comuns achados na maioria dos Computadores SISD modernos.